# Cupuladria incognita
Cupuladria incognita är en mossdjursart som beskrevs av Herrera-Cubilla, Dick, Sanner och Jackson 2006. Cupuladria incognita ingår i släktet Cupuladria och familjen Cupuladriidae. Inga underarter finns listade i Catalogue of Life.